# 無相 (僧)
無相（むそう、宝暦7年2月29日（1757年4月17日） - 文政8年11月3日（1825年12月18日））は、江戸時代後期の僧。新義真言宗豊山派における法相教学・華厳教学の学僧であり、連歌をよくした。号は白雲堂、字は無動。

## 生涯
上野国群馬郡白川村（現・群馬県高崎市箕郷町白川）に生まれ、明和4年（1767年）同国大聖護国寺（清水寺（高崎市石原町）とも）の恵隆のもとで出家。四度瑜伽行を修め、明和7年（1770年）入壇灌頂を受ける。安永3年（1774年）から文化7年（1810年）まで36年間、大和国長谷寺で修行と学問研究を続け、享和2年（1802年）以前に長谷寺文殊院住職を務めている。
24歳のときには、六合釈を講じて、寛政3年（1791年）から同9年まで法相業を、享和2年（1802年）から文化5年（1808年）まで仏華業を務めた。
文化7年（1810年）春に武蔵国浦和の玉蔵院の住職となった。文政元年（1818年）12月には江戸湯島の根生院第31世住職となり、同8年（1825年）11月3日死去。享年69。

## 業績
無相は、連歌を趣味にしていた。それまでも長谷寺の連歌は有名であったが、無相が出てから更に全国に知れわたった。そして彼は連歌集を2部と、連歌について『連歌百談』1巻（豊山全書巻20）を残して、句体・句題・心構えなどを説き、連歌を広めた。

## 著作
- 『因明三十三過本作法纂解正誤』 - 天明3年著、寛政4年刊[4]。
- 『因明入正理論科註』 - 天明5年著[4]。
- 『連歌百談』 - 文政3年刊。塙保己一が序を付けており、文政4年には保己一が寛永年中の連歌懐紙を無相に贈るなど親しい交流があった[5]。
- 『茶談』前編・後編・続編・残編・別集 - 文政4年から文政8年刊。大田南畝や屋代弘賢などが序をつけている[5]。